# Fritz Pregl
Fritz Pregl (Laibach, 1869. szeptember 3. – Graz, 1930. december 13.) osztrák kémikus, orvos. 1923-ban „a szerves vegyületek mikroanalízis módszerének kidolgozásáért” kémiai Nobel-díjat kapott.

## Életrajza
Tanulmányait a Grazi Egyetemen végezte, ahol 1894-ben orvosi diplomát szerzett. Az egyetemen asszisztensként kezdett dolgozni. 1904-ben Németországba ment, ahol rövid ideig Gustav von Hüfner mellett a Tübingeni Egyetemen, Wilhelm Ostwald mellett Lipcsei Egyetemen és Hermann Emil Fischer mellett, a berlini egyetemen tanult. 1905-ben visszatért Grazba: itt Karl Berthold Hofmann mellett dolgozott az orvoskémiai intézetben. 1907-1910 között a gráci törvényszék vegyésze volt, 1910-től három évig az Innsbrucki Egyetem (Leopold-Franzens-Universität Innsbruck, ma Medizinische Universität Innsbruck) orvosi kémia tanáraként, 1913-tól egészen haláláig a gráci orvosi egyetem (Karl-Franzens-Universität) kémiaprofesszoraként dolgozott.
Pregl munkássága kiemelkedő a kémiai analízis továbbfejlesztésében: kísérletei és megfigyelései tették lehetővé a kis mennyiségben rendelkezésre álló anyagok pontos vizsgálatát, a szerves anyagok mennyiségi mikroanalízisét. A módszer segítségével kerülhetett sor a biológiailag fontos anyagok – hormonok, enzimek és vitaminok – közelebbi és pontos tanulmányozására. Munkája mindenképpen továbblépést jelentett az anyagcsere-, hormon- és enzimkutatásban.
Preglt elsősorban az élettani kémia és a testben fellelhető anyagcseretermékek érdekelték.  Az epefolyadékból kivont epesavak vizsgálatánál néhány milligramm tiszta epesavat tudott kinyerni. A vegyület képletének felállításához meg kellett határoznia a molekulatömeget és végrehajtani egy Liebig-féle kémiai elemzést, de ehhez jelentősen nagyobb mennyiségű anyagra volt szüksége. Az addig ismert eljárás továbbfejlesztésével Pregl az ötvened részére csökkentette az elemzéshez szükséges mennyiséget. Ezzel lehetővé vált sok anyag elkülönítése és azok vegyképletének meghatározása. Pregl nem tartotta titokban az új módszert, hanem előadásain bemutatta őket, valamint Grazban laboratóriumot rendezett be, ahol a kémikusok megtanulhatták az új eljárást. 1917-ben találmányait egy monográfiában írta le (Die quantitative Mikroanalyse).

## Kitüntetései
- 1914 – a Bécsi Császári Tudományos Akadémia Lieben-díjjal tüntette ki
- 1920 – a Göttingeni Georg August Egyetem a filozófia doktora címet adta neki
- 1921 – a Bécsi Tudományos Akadémia levelező tagjává választották
- 1923 – Kémiai Nobel-díj
- Innsbruckban róla neveztek el egy utcát (Fritz-Pregl-Straße), ahol az Innsbrucki Orvosi Egyetem található
- Az Osztrák Tudományos Akadémia 1931 óta adományoz Fritz-Pregl-díjat